# Nicolae Rusu
Nicolae Rusu (n. 26 februarie 1948, Risipeni, raionul Sculeni, RSS Moldovenească, URSS) este un prozator și eseist român originar din Republica Moldova, membru al Uniunii Scriitorilor din Moldova (1980) și al Uniunii Scriitorilor din România (1986), director al Fondului Literar al Uniunii Scriitorilor din Republica Moldova.
Cetățean de onoare al comunei Drăgănești, județul Neamț (2006), și al localității de baștină, Risipeni (2018).

## Date biografice
S-a născut la 26 februarie 1948 în satul Risipeni, raionul Sculeni (în prezent raionul Fălești) în familia Emiliei (născută Tudorache) și a lui Petru Rusu, țărani-agricultori.

## Studii
În anul 1955 este înscris în prima din cele două clase de a întâia de la școala natală  în care învățau și copiii din satul vecin Bocșa.
În 1956 descoperă biblioteca școlii, iar în 1960 își face abonament și la biblioteca din sat, nutrind o pasiune mare pentru lectură.
În anul 1966 încheie studiile medii din satul de baștină și după 11 clase, în acel an finalizând studiile și promoția de 10 clase, vine la Chișinău să depună actele la Școala de pictură, căci avea și pasiunea desenului. Fiindcă întârziase la examenele de admitere ce s-au desfășurat cu o lună mai devreme, acceptă propunerea unui coleg de clasă de-a se înscrie la secția arhitectură a Facultății de ingineri în construcție din cadrul Politehnicii. Însă, concurența abiturienților, fiind prea mare, acesta ia la examenul de admitere (la desen) doar nota „satisfăcător”, fiind transferat la propunerea Comisiei de admitere la Secția de Urbanistică a aceleiași facultăți. Aici susține cu succes toate examenele. Fiind convins de reușită, revine acasă. În ultimele zile ale lui august, primește avizul de înmatriculare la secția de contabilitate a Facultății de Economie a Politehnicii din Chișinău, mister pe care a încercat să-l afle pe parcursul câtorva ani de studii, dar fără succes. Deși era pornit să-și retragă actele în vara anului viitor, pentru a fi admis la secția ziaristică din cadrul Universității de Stat, totuși se resemnează și continuă evidența contabilă până în  1970. Motivul acestei ciudate decizii de acceptare a unei meserii(de contabil) pe care o detesta, a fost Cenaclul literar „Ritmuri” al Politehnicii, pe care l-a descoperit din primul semestru de studii și unde a redactat primele texte de proză scurtă.
După absolvirea Politehnicii a urmat studiile la Cursurile superioare de literatură de pe lângă Institutul „M. Gorki” din Moscova (1983-1985).

## Activitate
Începe să scrie în anii de studenție, participă la ședințele Cenaclului „Ritmuri” de pe lângă ziarul studențesc „Inginerul”, publicând aici câteva miniaturi în proză: „Odă inimii” și „Câmpuri” (1969). 
În anul 1970 este angajat conform deciziei de repartiție, în funcția de contabil superior în contabilitatea Politehnicii. 
Debutează în presa republicană în 1971 cu povestirea Năluca, publicată în revista „Femeia Moldovei”. Ulterior publică proză în revistele „Nistru”, „Moldova”.
Debutează editorial în 1978 cu volumul de proză scurtă Pânzele babei.
Un timp activează în cadrul Biroului de propagare a literaturii pe lângă Uniunea Scriitorilor din Moldova. Din 1987 și până în prezent, este director al Fondului Literar al Scriitorilor din Moldova.
Nicolae Rusu este membru al Uniunii Scriitorilor din Republica Moldova (din 1980) și din România (începând cu 1994), al PEN Clubului Internațional, filiala din Moldova (1993) și colaborator-editor al revistei de cultură „Astralis” din București. 
De-a lungul carierei, autorul colaborează la revistele din R. Moldova: „Nistru” („Basarabia”), „Orizontul” („Columna”), „Moldova”, „Femeia Moldovei”, „Florile dalbe”, „Alunelul”, „Literatura și arta”, „Glasul Națiunii”, „Mesagerul!”, „Cuvântul”, „Viața Basarabiei”, „Contrafort”, „Revista Literară” etc. și la revistele din Țară: „Steaua”, „Vatra”, „Literatorul”, „Contemporanul”, „Convorbiri  literare”, „Astra”, „EuroMuzeum”, „Art-Emis”, „Pro Saeculum”. De asemenea, colaborează și cu publicații din Rusia, Ucraina, Georgia, Grecia, Mongolia, SUA și Serbia.

## Cărți publicate
Creația literară a scriitorului Nicolae Rusu însumează, până în prezent, 43 de volume, apărute la edituri din Republica Moldova, România, Rusia, Cehia, dintre care:
- Pânzele babei, proză scurtă, ed. Literatură artistică, Chișinău, 1978;
- Alunel, povestire pentru copii, ed. Literatura artistică, Chișinău,1981, ediția II, Ed. Silvius Libris, Chișinău, 2009;
- Havuzul, proză scurtă, ed. Literatura artistică, Chișinău, 1982;
- Lia, roman, ed. Literatura artistică, Chișinău,1983;
- Meri sălbatici, proză scurtă, ed. Literatura artistică, Chișinău, 1987, ediția II, Ed. Prut, Chișinău, 2015;
- Totul se repetă, roman, ed. Literatura artistică, Chișinău, 1988; ediția a II-a, Ed. Astralis, București, 2018;
- Unde crește ploaia? proză scurtă pentru copii, ed. Literatura artistică, Chișinău, 1990;
- Avem de trăit și mâine, proză scurtă, ed. Hiperion, Chișinău, 1992;
- Fără antract, proză scurtă, ed. Museum, Chișinău, 1996;
- Ploaia de aur, roman, proză scurtă, ed. Ruxanda, Chișinău, 1997;
- Șobolaniada, roman, ed. Litera, Chișinău, 1998;
- Treacă alții puntea, proză scurtă, ed. Civitas, Chișinău, 2000;
- Să fim privighetori, proză scurtă pentru copii, ed. Prut Internațional, Chișinău, 2000;
- Marginea lumii, proză scurtă, ed. Augusta, Timișoara, 2001;
- Orație de ursitoare, proză scurtă, ed. Prut Internațional, Chișinău, 2004;
- Hai la mere!, proză scurtă, ed. Prometeu, Chișinău, 2005;
- Naufragiul, roman, ed. Viitorul Românesc, București, 2005;
- Robul de ieri, proză scurtă, ed. Muzeului Literaturii Române, București, 2007;
- Facă-se voia noastră, piese și scenete pentru copii, ed. Prut Internațional, Chișinău, 2008;
- Coada iepurașului, proză scurtă pentru copii, ed. Prut Internațional Chișinău, 2010;
- Frați de stele, povestire pentru copii, ed. Prut Internațional, Chișinău, 2011;
- Ieșirea din clișeu, eseuri, ed. Niculescu, București, 2012;
- Al șaptelea simț, roman, ed. Prut Internațional, Chișinău, 2013;
- Geniosfera, proză scurtă, ed. TipoMoldova, Iași, 2013;
- Șobolaniada, roman-dilogie, ed.TipoMoldova, Iași, 2013;
- Tărâmul ambiguităților, publicistică, ed. TipoMoldova, Iași, 2014;
- Pușlamielul, roman, ed. Junimea, Iași, 2017;
- Acasă, teatru, ed. Serebia, Chișinău, 2018;
- Exerciții ale reîntregirii, schițe, cronici, eseuri, ed. Pontos, 2018;
- Cu ochii celuilalt, roman, ed. Serebia, Chișinău, 2019;
- Lia (roman, ediția a treia), Ed. Vicovia, Bacău, 2020, 232 p.;
- De-ale lui Gheorghe... (proză scurtă), Ed. Pontos, Ch., 2022, 160 p.;
- Aspecte și identități (cronici și eseuri), Ed. Astralis, București, 2022, 258 p.

## Cărți publicate în alte limbi
- «Шляпa для дедушки» (Pălărie pentru bunel, proză scurtă), ed. Molodaia Gvardia, Moscova, 1986 (trad. în l. rusă de Marianna Kojevnikova, Svetlana Florințeva)
- «Лия» (Lia , roman și proză scurtă), ed. Literatura artistică, Ch., 1986 (trad. în l.rusă de Serghei Golubițki, Iuri Semionov)

- „Krysiáda” (Șobolaniada, roman), ed. Havran, Praga, 2011 (trad. în l. cehă de Jiri Našinec)
- „Silvester na vraku” (Revelion pe epavă, roman), ed. Havran, Praga, 2011 (trad. în l. cehă de Jiri Našinec)

## Dramaturgie
Teatrul Municipal de Păpuși „Guguță” din Chișinău montează piesele: 
- Facă-se voia noastră (premieră – 2004);
- Țurțurica (premieră – 2006);
- Luceafărul (premieră – 2007) – dramatizare a poemului eminescian;
- Brățara fermecată (premieră – 2009);
- Parte dreaptă(premieră – 2020).

Teatrul „V. Alecsandri” din Bălți montează piesa:
- Buchetul (premieră – 2013).

Teatrul „B. P. Hasdeu” din Cahul montează piesa pentru copii:
- Iepurașul se răzbună (premieră – 2013).[6]

Radioul Național montează spectacole radiofonice după piesele: 
- Așa sunt eu (premieră –2003);
- Și ne izbăvește de cel viclean (premieră –2013);
- Ștefan al III-lea, Voievod... (premieră – 2016).

## Premii
- Premiul literar „N. Ostrovskii” pentru cea mai bună carte dedicată tineretului „Шляпа для дедушки” (tradusă în limba rusă și publicată la editura „Молодая гвардия”, Moscova, 1986);
- Premiul literar internațional „Iuri Dolgorukii” pentru povestirea „Dio luludia” publicată în almanahul „Голоса Сибири” din or. Kemerovo, Rusia, 2011 (trad. M.Metleaeva);
- Premiul USM pentru volumul de proză scurtă „Avem de trăit și mâine” (1992);
- Premiul USM și al Federației Naționale a Fermierilor din R. Moldova pentru volumul de proză scurtă „Treacă alții puntea” (2000);
- Premiul USM pentru volumul de proză scurtă „Marginea lumii” la Salonul Național de Carte (ediția a 11-a, 2002);
- Premiul USM pentru volumul de piese și scenete „Facă-se voia noastră” (2008);
- Premiul Ministerului Culturii al R.M. la Salonul de Carte pentru Copii și Tineret din 2008;
- Premiul „Simpatia copiilor” pentru cartea „Alunel” la Salonul de Carte pentru Copii și Tineret din 2009;
- Premiul „Cartea anului” pentru culegerea de povestiri „Coada iepurașului” la Salonul de Carte pentru Copii și Tineret din 2010;
- Premiul Secției Naționale IBBY pentru cartea „Meri sălbatici” la Salonul de Carte pentru Copii și Tineret din 2016;
- Premiul de Excelență al Consiliului USM, 2018;
- Diploma Consiliului Internațional al Cărții pentru Copii și Tineret pentru traducere în limba română a cărții „Când părinții nu-s acasă” de Miroslava Metleaeva, Atena, 2018;
- Premiul special al Juriului Filialei Proză București pentru scrierile în proză publicate în ultimii 40 de ani, București, 2018;
- Premiul III pentru piesa „Virgula” în cadrul Concursului de dramaturgie (ediția I) „Democrația prin teatru. Reflecția integrității în lumina scenei”, Chișinău, 2022.

## Aprecieri critice
1. Maia Sandu: „Nicolae Rusu este și consăteanul meu și am ținut să vin la acest eveniment să-i urez la mulți ani, să-i urez sănătate, să-i mulțumesc pentru munca și creația lui. A scris chiar despre localitatea în care m-am născut și eu, de aceea îmi este foarte aproape, dar îl respect și pentru faptul că a dat dovadă de verticalitate pe tot parcursul vieții, inclusiv în cele mai grele momente din viața țării noastre”.
2. Maria Șleahtițchi: „Personajele lui poartă în interiorul lor o dramă, o întâmplare, care le-a marcat viața. Este un scriitor foarte ancorat în realitate, un scriitor care a semnat romanul „Șobolaniada” sau alte romane care au reflectat, de fapt, ce ni s-a întâmplat nouă în ultimii 30-40-50 de ani”.